# غاري بيرس (مجدف)
غاري بيرس (بالإنجليزية: Gary Pearce)‏ هو مجدف أسترالي، ولد في 27 فبراير 1944 في Leichhardt, New South Wales ‏ في أستراليا.

## وصلات خارجية
- غاري بيرس على موقع الاتحاد الدولي للتجديف (الإنجليزية)
- غاري بيرس على موقع اللجنة الأولمبية الدولية (الإنجليزية)
- غاري بيرس على موقع أوليمبيديا (الإنجليزية)
- غاري بيرس على موقع اللجنة الأولمبية الأسترالية (الإنجليزية)